# Johnson Top
Johnson Top (englisch) ist eine erhöhte, mit Tussock bewachsene Ebene auf Bird Island im Archipel Südgeorgiens im Südatlantik. Sie liegt südöstlich des Prince Creek.
Das UK Antarctic Place-Names Committee benannte sie 1982 in Anlehnung an die Benennung der Niederung Johnson Bottom.